# Michael J. Nelson

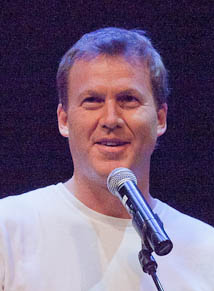
Michael J. Nelson, 2011

Michael John Nelson (* 11. Oktober 1964 in St. Charles, Illinois) ist ein US-amerikanischer Schauspieler und Comedian.

## Leben
Nelson studierte Schauspiel an der University of Wisconsin–River Falls, brach sein Studium jedoch vor dem Abschluss ab. Er arbeitete in der Folge als Bedienung in der Restaurantkette TGI Friday’s und trat gelegentlich als Stand-up-Comedian auf. Eher zufällig erhielt er 1988 eine Aushilfsstelle bei der in Minnesota produzierten Low-Budget-Fernsehshow Mystery Science Theater 3000 auf dem lokalen Sender KTMA. Als diese 1989 in der zweiten Staffel vom Comedy Channel übernommen wurde, hatte er sich bereits zum Chefautor hochgearbeitet. Während der fünften Staffel verließ der bisherige Hauptdarsteller Joel Hodgson die Show, woraufhin Nelson diese Rolle übernahm. Neben seiner Tätigkeit als Autor und Hauptdarsteller führte er auch bei 18 Episoden die Regie. Die für zwei Emmys nominierte Serie wurde bis 1996 auf dem Comedy Channel weitergeführt und nach einer einjährigen Unterbrechung von 1997 bis 1999 auf dem Sci Fi Channel ausgestrahlt. Zusätzlich wurde 1996 von Universal Studios ein auf der Serie basierender Spielfilm produziert.
Seit dem Ende der Serie arbeitet Nelson als Produzent für Legend Films, eine Firma, die sich auf die Kolorierung von Schwarz-Weiß-Filmen sowie 3D-Konversion spezialisiert hat. Zudem bietet sie im MP3-Format herunterladbare Audiodateien an, in welchen Nelson Spielfilme auf ähnliche Art wie in Mystery Science Theater 3000 kommentiert. Diese müssen vom Käufer synchron mit dem Spielfilm abgespielt werden.
Nelson ist mit der ehemaligen Mystery Science Theater 3000-Autorin und Darstellerin Bridget Jones verheiratet, das Paar hat zwei Kinder.

## Filmografie (Auswahl)

### Als Drehbuchautor
- 1989–1999: Mystery Science Theater 3000
- 1996: Mystery Science Theater 3000: Der Film (Mystery Science Theater 3000: The Movie)
- 2007: Max the Hero

### Als Darsteller
- 1990–1999: Mystery Science Theater 3000
- 1996: Mystery Science Theater 3000: Der Film (Mystery Science Theater 3000: The Movie)
- 2010: Mega64

## Auszeichnungen
- 1993: CableACE-Award-Nominierung für Mystery Science Theater 3000
- 1994: CableACE-Nominierung für Mystery Science Theater 3000
- 1994: Emmy-Nominierung für Mystery Science Theater 3000
- 1995: Emmy-Nominierung für Mystery Science Theater 3000